# Архиепархия Липы
Архиепархия Липы (лат. Archidioecesis Lipensis) — архиепархия Римско-Католической церкви с центром в городе Липа, Филиппины. В митрополию Липы входят епархии Боака, Гумаки, Лусены и территориальная прелатура Инфанты. Кафедральным собором архиепархии Липы является церковь святого Себастьяна.

## История
10 апреля 1910 года Святой Престол учредил епархию Липы, выделив её из епархии Касереса (сегодня — Архиепархия Касереса). В этот же день епархия Липы вошла в митрополию Манилы.
В следующие годы епархия Липы передала свою территорию для возведения новых церковных структур:
- 2 июля 1936 года — апостольской префектуре Миндоро (сегодня — Апостольский викариат Калапана);
- 28 марта 1950 года — епархии Лусены;
- 25 апреля 1950 года — территориальной прелатуре Инфанты;
- 25 ноября 1961 года — епархии Имуса;
- 28 ноября 1966 года — епархии Сан-Пабло.

20 июня 1972 года Римский папа Павел VI выпустил буллу Qui summi Numinis, которой возвёл епархию Липы в ранг архиепархии.

## Ординарии архиепархии
- епископ Joseph Petrelli (12.04.1910 — 30.03.1915);
- епископ Alfredo Verzosa y Florentin (6.09.1916 — 25.02.1951);
- архиепископ Alejandro Olalia (28.12.1953 — 2.01.1973);
- архиепископ Рикардо Хамин Видаль (22.08.1973 — 13.04.1981);
- архиепископ Mariano Gaviola y Garcés (13.04.1981 — 30.12.1992);
- архиепископ Гауденсио Борбон Росалес (30.12.1992 — 15.09.2003) — назначен архиепископом Манилы;
- архиепископ Ramon Cabrera Argüelles (14.05.2004 — 2.02.2017, в отставке);
- архиепископ Gilbert Armea Garcera (2.02.2017 — по настоящее время).

## Источник
- Annuario Pontificio, Ватикан, 2007
- Булла Qui summi Numinis Архивная копия от 28 декабря 2011 на Wayback Machine  (лат.)